# اونجان
اونجان، روستایی از توابع بخش درودزن شهرستان مرودشت در استان فارس ایران است.

## جمعیت
این روستا در دهستان رامجرد دو قرار دارد و براساس سرشماری مرکز آمار ایران در سال ۱۳۸۵، جمعیت آن ۸۴۲ نفر (۱۹۲خانوار) بوده‌است. گویش زبان تمام اهالی ترکی قشقایی می باشد. این روستا روستایی سرسبز و خوش آب و هوا بوده و از نظر موقعیت جغرافیایی بسیار خوش مکان است اهالی روستا مردمانی مهمان نواز و مهربان هستند. از جمله از طوایف این روستا می‌توان به روستایی فارسی، فارسی، دهقان فارسی، از تیره فارسیمدان و شهریاری، گرامی، از تیره گرایی و طایفه هایی دیگر اشاره کرد.